# 中之島站 (大阪府)
中之島站（日语：／ Nakanoshima eki */?）是一個位於日本大阪府大阪市北區中之島五丁目，屬於京阪電氣鐵道（京阪）中之島線的鐵路車站。設有大阪國際會議場的副站名。車站編號為KH54。
此站是中之島線的起點，也是京阪路線位置最西的車站。與淀屋橋站共同成為大阪的終點站，2017年起與淀屋橋站在京都府內主要車站的發車標等恢復以「大阪 淀屋橋」顯示的同時，與此站相關的發車標也改以「大阪 中之島」顯示。

## 車站構造
地下1樓為大堂，地下2樓島式月台1面3線的地底車站。北側1號月台側切欠3號月台，成為樓梯狀月台。

### 月台配置
| 月台 | 路線     | 目的地                         |
| ---- | -------- | ------------------------------ |
| 1・2 | 中之島線 | 京橋、枚方市、三條、出町柳方向 |
| 3    | 中之島線 | 預備月台                       |

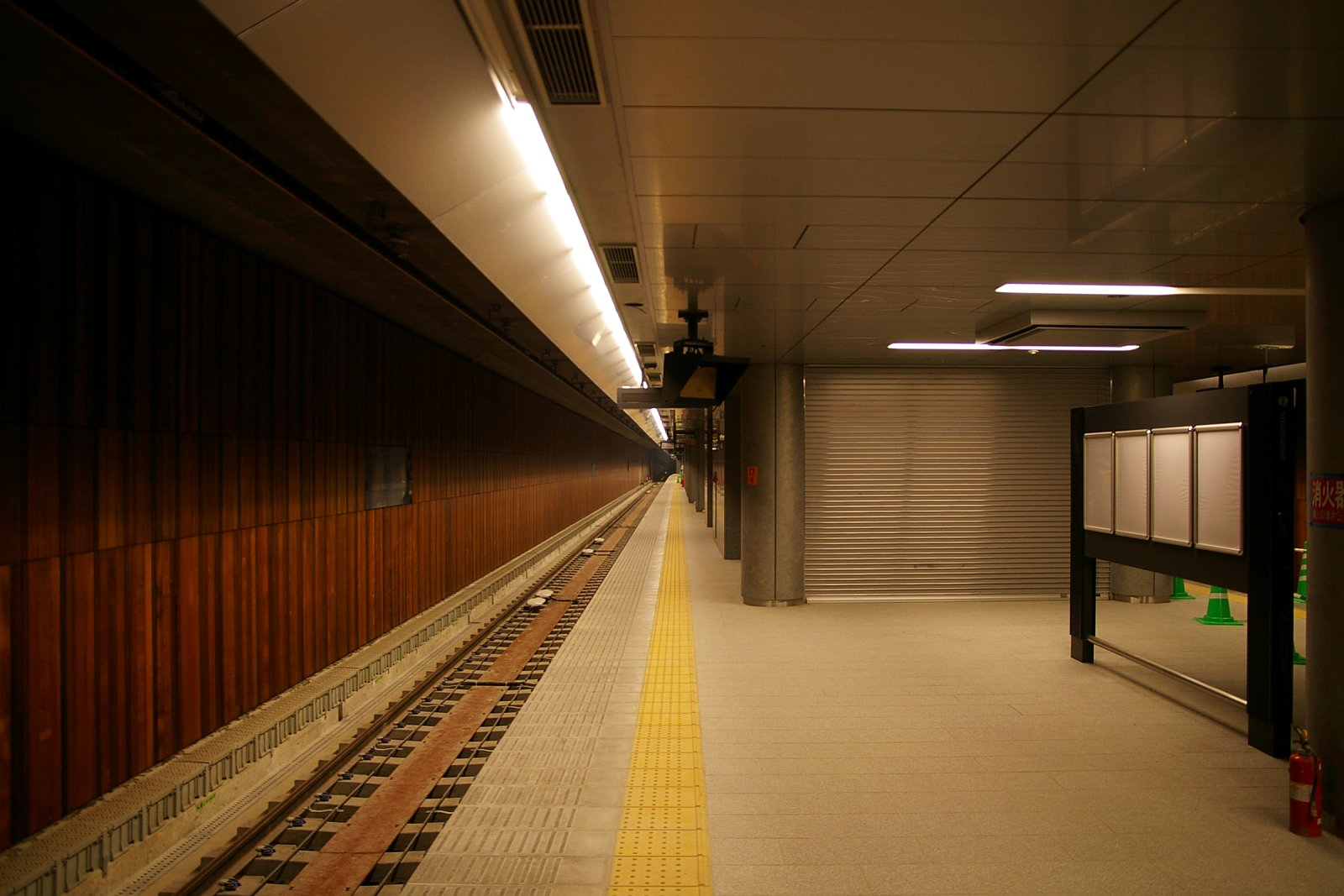
開業前的1號月台 （2008年7月19日）
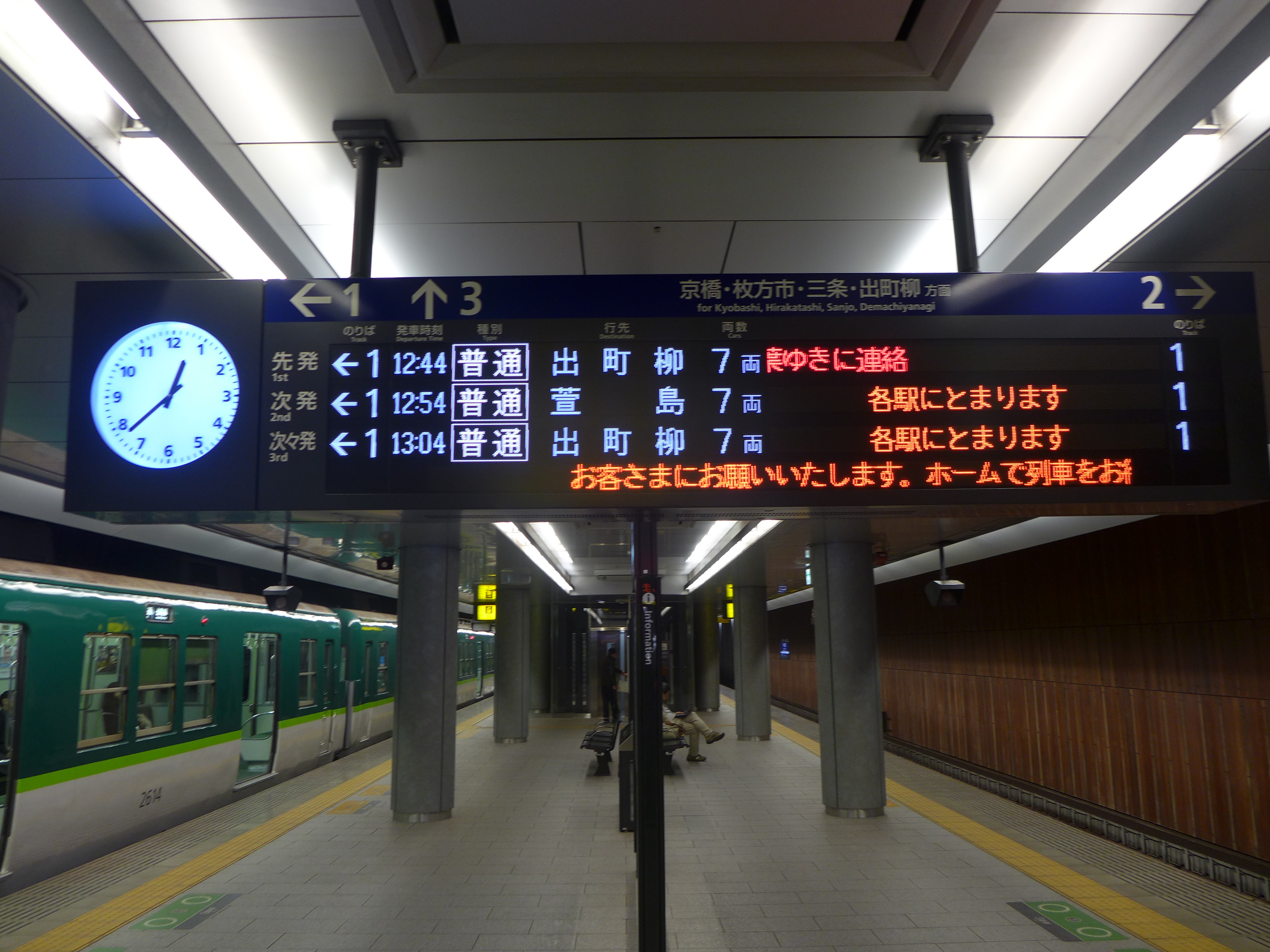
目的地導覽LED （2015年12月12日）

## 利用狀況
2018年（平成30年）度特定日1日上下車人次為9,838人。
車站開業後特定日的上下、上車人次如下表。
| 年度   | 特定日   | 特定日     | 特定日   | 1日平均 上車人次 | 來源   |
| 年度   | 調查日   | 上下車人次 | 上車人次 | 1日平均 上車人次 | 來源   |
| ------ | -------- | ---------- | -------- | ---------------- | ------ |
| 2008年 | 11月11日 | 8,004      | 3,794    | 3,875            | [ 2 ]  |
| 2009年 | 11月10日 | 9,035      | 4,513    | 3,813            | [ 3 ]  |
| 2010年 | 11月09日 | 11,535     | 5,715    | 4,613            | [ 4 ]  |
| 2011年 | 11月01日 | 13,929     | 6,548    | 5,775            | [ 5 ]  |
| 2012年 | 10月31日 | 11,018     | 5,343    | 6,661            | [ 6 ]  |
| 2013年 | 11月12日 | 8,193      | 3,954    | 5,526            | [ 7 ]  |
| 2014年 | 11月11日 | 11,816     | 5,832    | 4,164            | [ 8 ]  |
| 2015年 | 11月10日 | 8,871      | 4,314    | 6,059            | [ 9 ]  |
| 2016年 | 11月08日 | 9,926      | 4,799    | 4,549            | [ 10 ] |
| 2017年 | 11月07日 | 9,813      | 4,798    | 5,270            | [ 11 ] |
| 2018年 | 11月06日 | 9,838      | 4,821    | 5,040            | [ 12 ] |

## 相鄰車站
京阪電氣鐵道
 中之島線（不論類別至京橋皆為各站停車）
■通勤快急（只限平日到站列車運行）、■快速急行（只限平日運行）、■通勤準急（只限平日到站列車運行）、■準急（只限平日運行）、■區間急行、■普通
中之島（大阪國際會議場）（KH54）－渡邊橋（KH53）

## 浪速筋線

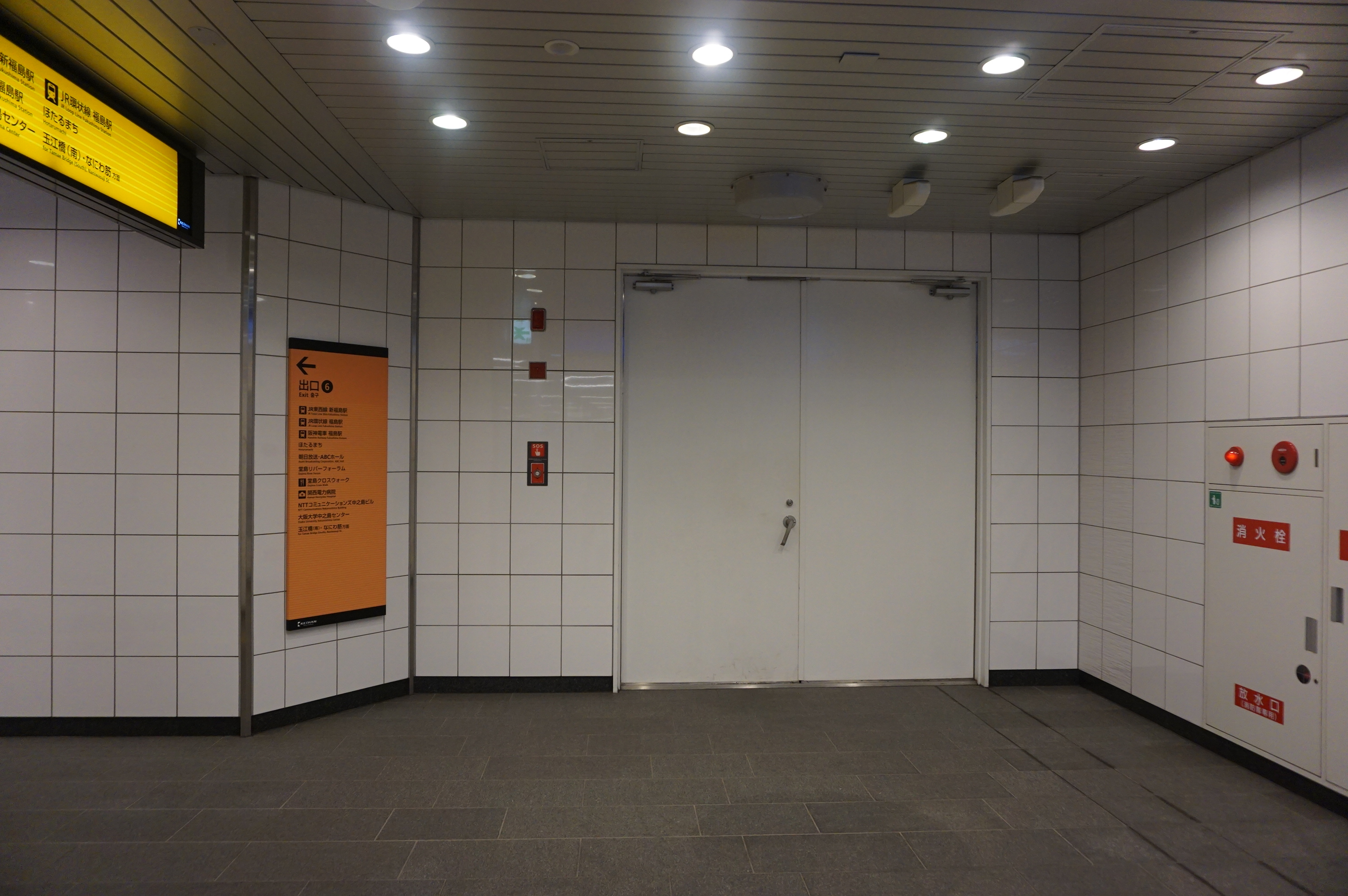
此起預定通向浪速筋線車站的通道

2017年5月23日大阪府、大阪市、西日本旅客鐵道（JR西日本）、南海電氣鐵道（南海）、阪急電鐵（阪急）5者共同宣佈將推進浪速筋線的建設計劃，中途有設置中之島站（假稱）的計劃。
根據大阪市於2019年3月展示的都市計劃素案說明會資料，浪速筋線將在堂島川與土佐堀川的護岸基礎之下以地下30-40公尺深度下穿通過，車站在地下4樓與5樓设置侧式叠式站台。以第三部門的關西高速鐵道作為事業主體，由JR西日本與南海作為第三種鐵道事業者運行列車。
京阪中之島站構內已先行預留與浪速筋線轉乘站的聯絡通道。

## 外部連結
- 中之島 - 京阪電氣鐵道
- 中之島 中之島高速鐵道 （页面存档备份，存于）